# 山邊郡
山邊郡（日语：／ Yamabe gun */?）是位於日本奈良縣北部的郡。
現僅轄有一村：
- 山添村

在1880年實施郡區町村編製法時的轄區還包括現在的奈良市東南部地區、天理市北半部地區、宇陀市北部地區。

## 歷史
在令制國時代屬於大和國，依據10世紀編撰的和名類聚抄，山邊郡內設有都介鄉、星川鄉、服部鄉、長屋鄉、石成鄉、石上鄉。
在江戶時代郡內大部分區域為幕府直屬領、旗本領、津藩領及其支藩久居藩的領地，另有少部分區域屬於芝村藩、柳生藩、柳本藩。
19世紀明治維新幕府直屬領和旗本領改隸屬新政府成立的奈良縣，其他區域在1871年實施廢藩置縣後分別隸屬津縣、久居縣、芝村縣、柳生縣、柳本縣，但在同一年的第一次府縣整併中，全數區域通通都被併入奈良縣；1876年的第二次府縣整併中，奈良縣遭到廢除，改隸屬堺縣管轄，不過到了1881年又因堺縣被廢除改隸屬大阪府，直到1887年重新設立了奈良縣，才恢復隸屬奈良縣轄下。
在1880年實施郡區町村編製法時，正式的設置了近代的行政區劃「山邊郡」，最初在添上郡的奈良町設立「奈良郡役所」負責地方業務，由於該郡役所同時也負責管轄周邊的添下郡、山邊郡、廣瀨郡、平群郡，也因此後來又改稱為「添上添下山邊廣瀨平群郡役所」。

### 沿革

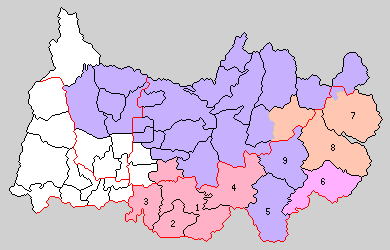
1889年山邊郡轄下的行政區劃：
1.山邊村、2.朝和村、3.二階堂村、4.福住村、5.都介野村、6.東里村、7.波多野村、8.豐原村、9.針別所村
（紫色：現屬奈良市、桃色：現屬宇陀市、紅色：現屬天理市、橙色：現屬山添村）

- 1889年4月1日：實施町村制，山邊郡下設：山邊村（日语：丹波市町）、二階堂村（日语：二階堂村）、朝和村（日语：朝和村）、福住村（日语：福住村 (奈良県)）、都介野村（日语：都介野村）、東里村（日语：東里村 (奈良県山辺郡)）、波多野村（日语：波多野村）、豐原村（日语：豊原村 (奈良県)）、針別所村（日语：針ヶ別所村）。（9村）
- 1893年9月26日：山邊村升格改制，同時更名為丹波市町（日语：丹波市町）。（1町8村）
- 1897年8月1日：實施郡制（日语：郡制），郡役所設於丹波市町。
- 1897年9月28日：波多野村的部分地區被併入添上郡月瀨村（日语：月ヶ瀬村）（現已被併入奈良市）。
- 1902年4月23日：朝和村的部分地區被併入丹波市町。
- 1923年4月1日：廢除郡會和郡參事會。
- 1926年7月1日：廢除郡役所，此後郡不再作為行政區劃，只作為地名的表示。
- 1954年1月1日：丹波市町、朝和村、福住村、二階堂村和磯城郡柳本町（日语：柳本町）、添上郡櫟本町（日语：櫟本町）合併為天理市[2]，並脫離山邊郡。（5村）
- 1955年1月1日：都介野村和針別所村合併為都祁村（日语：都祁村）。（4村）
- 1955年2月11日：東里村和宇陀郡三本松村（日语：三本松村）、室生村合併為新設立的室生村（日语：室生村）（現已合併為宇陀市），並改隸屬宇陀郡。（3村）
- 1956年9月30日：波多野村、豐原村和添上郡東山村（日语：東山村_(奈良県)）合併為山添村。[3]（2村）
- 1957年8月31日：山添村的部分區域被併入添上郡田原村（日语：田原村_(奈良県)）（現已被併入奈良市）[3]。
- 2005年4月1日：都祁村被併入奈良市。（1村）

### 變遷表
| 1889年4月1日   | 1889年 - 1912年                    | 1912年 - 1944年                    | 1945年 - 1954年           | 1955年 - 1989年                  | 1989年 - 現在              | 現在                       |
| -------------- | ---------------------------------- | ---------------------------------- | ------------------------- | -------------------------------- | -------------------------- | -------------------------- |
| 式上郡柳本村   | 1896年3月29日 磯城郡柳本村         | 1923年1月1日 改制為柳本町          | 1954年1月1日 合併為天理市 | 1954年1月1日 合併為天理市        | 1954年1月1日 合併為天理市  | 1954年1月1日 合併為天理市  |
| 添上郡櫟本村   | 1894年9月7日 改制為添上郡櫟本町    | 1894年9月7日 改制為添上郡櫟本町    | 1954年1月1日 合併為天理市 | 1954年1月1日 合併為天理市        | 1954年1月1日 合併為天理市  | 1954年1月1日 合併為天理市  |
| 山邊村         | 1893年9月26日 改制並更名為丹波市町 | 1893年9月26日 改制並更名為丹波市町 | 1954年1月1日 合併為天理市 | 1954年1月1日 合併為天理市        | 1954年1月1日 合併為天理市  | 1954年1月1日 合併為天理市  |
| 二階堂村       |                                    |                                    | 1954年1月1日 合併為天理市 | 1954年1月1日 合併為天理市        | 1954年1月1日 合併為天理市  | 1954年1月1日 合併為天理市  |
| 朝和村         |                                    |                                    | 1954年1月1日 合併為天理市 | 1954年1月1日 合併為天理市        | 1954年1月1日 合併為天理市  | 1954年1月1日 合併為天理市  |
| 福住村         |                                    |                                    | 1954年1月1日 合併為天理市 | 1954年1月1日 合併為天理市        | 1954年1月1日 合併為天理市  | 1954年1月1日 合併為天理市  |
| 都介野村       | 都介野村                           | 都介野村                           | 都介野村                  | 1955年1月1日 合併為都祁村        | 2005年4月1日 併入奈良市    | 2005年4月1日 併入奈良市    |
| 針別所村       |                                    |                                    |                           | 1955年1月1日 合併為都祁村        | 2005年4月1日 併入奈良市    | 2005年4月1日 併入奈良市    |
| 波多野村       | 波多野村                           | 波多野村                           | 波多野村                  | 1956年9月30日 合併為山添村       | 1956年9月30日 合併為山添村 | 1956年9月30日 合併為山添村 |
| 豐原村         |                                    |                                    |                           | 1956年9月30日 合併為山添村       | 1956年9月30日 合併為山添村 | 1956年9月30日 合併為山添村 |
| 添上郡東山村   |                                    |                                    |                           | 1956年9月30日 合併為山添村       | 1956年9月30日 合併為山添村 | 1956年9月30日 合併為山添村 |
| 東里村         | 東里村                             | 東里村                             | 東里村                    | 1955年2月11日 合併為宇陀郡室生村 | 2006年1月1日 合併為宇陀市  | 2006年1月1日 合併為宇陀市  |
| 宇陀郡三本松村 |                                    |                                    |                           | 1955年2月11日 合併為宇陀郡室生村 | 2006年1月1日 合併為宇陀市  | 2006年1月1日 合併為宇陀市  |
| 宇陀郡室生村   |                                    |                                    |                           | 1955年2月11日 合併為宇陀郡室生村 | 2006年1月1日 合併為宇陀市  | 2006年1月1日 合併為宇陀市  |